# Mission dangereuse
Pour plus de détails, voir Fiche technique et Distribution.
Mission dangereuse (Highly Dangerous) est un film d'espionnage britannique réalisé par Roy Ward Baker, sorti en 1950.

## Synopsis
Une entomologiste est envoyée en mission secrète en Europe de l'Est pour analyser certains insectes qui sont élevés par l'ennemi pour répandre des maladies. Elle reçoit l'aide d'un journaliste américain.

## Fiche technique
- Titre original : Highly Dangerous
- Titre français : Mission dangereuse
- Réalisation : Roy Ward Baker
- Scénario : Eric Ambler
- Direction artistique : Alex Vetchinsky
- Costumes : Julie Harris
- Photographie : Reginald H. Wyer
- Son : John Cook, Gordon K. McCallum
- Montage : Alfred Roome
- Musique : Richard Addinsell
- Production exécutive : Earl St. John
- Production : Antony Darnborough
- Société de production : Two Cities Films
- Société de distribution : General Film Distributors
- Pays de production :  Royaume-Uni
- Langue originale : anglais
- Format : Noir et blanc — 35 mm — 1,37:1 — son mono
- Genre : Film d'espionnage
- Durée : 90 minutes
- Dates de sortie : Royaume-Uni : 6 décembre 1950

## Distribution
- Margaret Lockwood : Frances Gray
- Dane Clark : le juge Fulton  : Bill Casey